# Herbert Copeland
Herbert Faulkner Copeland (21. května 1902 Chicago – 15. října 1968) byl americký biolog, který ve svém díle The Classification of Lower Organisms z roku 1956 zveřejnil novou klasifikaci života na čtyři říše: Monera, Protista, Plantae a Animalia.
Jeho otcem byl Edwin Copeland.
Tabulka níže porovnává Copelandovu klasifikaci s klasifikacemi dalších předních světových biologů:
| Linnaeus 1735 2 říše | Haeckel 1866 3 říše | Chatton 1937 2 říše | Copeland 1956 4 říše | Whittaker 1969 5 říší | Woese et al. 1977 6 říší | Woese et al. 1990 3 domény |
| -------------------- | ------------------- | ------------------- | -------------------- | --------------------- | ------------------------ | -------------------------- |
|                      | Protista            | Prokaryota          | Monera               | Monera                | Eubacteria               | Bacteria                   |
| Archaebacteria       | Protista            | Prokaryota          | Monera               | Monera                | Archaea                  |                            |
| Eukaryota            | Protista            | Protista            | Protista             | Protista              | Eukarya                  |                            |
| Eukaryota            | Vegetabilia         | Protista            | Plantae              | Fungi                 | Eukarya                  | Fungi                      |
| Eukaryota            | Vegetabilia         | Plantae             | Plantae              | Plantae               | Eukarya                  | Plantae                    |
| Eukaryota            | Animalia            | Animalia            | Animalia             | Animalia              | Eukarya                  | Animalia                   |

## Důležitá díla
- „The kingdoms of organisms“, Quarterly review of biology v.13, p. 383–420, 1938.
- The classification of lower organisms, Palo Alto, Calif., Pacific Books, 1956.